# Mittlerer Westen

Mittlerer Westen der USA

Der Mittlere Westen (englisch the Midwest) ist eine nicht exakt definierte Großregion im nördlichen Zentrum der Vereinigten Staaten. Der Name entstand im 19. Jahrhundert aus dem Bedürfnis, sich von der Ostküste abzugrenzen, daher „Westen“ – aber wiederum nicht so weit im Westen wie die damalige Frontier, also die Abgrenzung zum Wilden Westen verlief. Je nach Definition überschneidet sich der Mittlere Westen teilweise mit den Regionen Große Seen und Great Plains.

## Abgrenzung
Die Abgrenzung des Mittleren Westens ist nicht genau festgelegt. Nach der auf statistischen Zwecken beruhenden Einteilung des U. S. Census Bureau gehören folgende Bundesstaaten zur Region, die dabei nochmals in einen Ost- und einen Westteil untergliedert ist:
- Division West North Central

- North Dakota, South Dakota, Nebraska, Kansas
- Minnesota, Iowa, Missouri

- Division East North Central

- Wisconsin, Illinois
- Michigan, Indiana
- Ohio

North Dakota, South Dakota, Nebraska und Kansas werden insbesondere dann zum Mittleren Westen gerechnet, wenn man bei der Kategorisierung keine „Great-Plains“-Region berücksichtigt. Überwiegend wird Missouri, gelegentlich auch Kentucky, als Staat des Mittleren Westens betrachtet; vor allem Letzterer wird bisweilen aber zu den Südstaaten gezählt. (Sie gehörten zwar nicht den Konföderierten Staaten von Amerika an, ließen aber bis zum Sezessionskrieg die Sklaverei zu.)
Ganz selten wird auch Pennsylvania als Teil des Mittleren Westens betrachtet, weil der Staat keine Küste zum Atlantischen Ozean aufweist und ein Teil auch westlich der Appalachen liegt. Für das Gebiet um Pittsburgh und Erie ist diese Klassifizierung halbwegs nachvollziehbar, nicht aber für den Staat als Ganzes, da die östliche Hälfte um Philadelphia geschichtlich und geografisch mit dem Mittleren Westen so gut wie nichts gemein hat. Ähnliches gilt für den westlichsten Teil Upstate New Yorks.
Aus Umfragedaten lässt sich eine Definition ableiten, nach der der Mittlere Westen primär aus neun Staaten besteht: In einer 2014 durchgeführten Erhebung unter 1.357 Personen, die sich selbst als Midwesterner bezeichnen, ergab sich, dass von diesen die Staaten Indiana, Iowa und Illinois zu 70 % und mehr, Michigan, Wisconsin und Minnesota zu 60 % und mehr sowie Ohio, Missouri und Kansas zu über 50 % zum Mittleren Westen gezählt werden.
Die bisher größte Umfrage mit über 12.000 Teilnehmern im Jahr 2019 bestätigte die Grundsätze; sowohl in Kansas wie in Nebraska sind es aber nur eine kleine Minderheit, die ihre Region dem Mittleren Westen zuordnen. In einigen Staaten gibt es eine klare Mehrheit der Menschen, die nur einen Teil des Staats dem Mittleren Westen zugehörig finden. In South Dakota wird der landwirtschaftlich genutzte Osten dem Mittleren Westen zugeordnet; der Westen des Staats, in dem Ranching, Bergbau und Tourismus die Wirtschaft bestimmen, wäre dann kein Teil der Region.

## Geografie und Wirtschaft

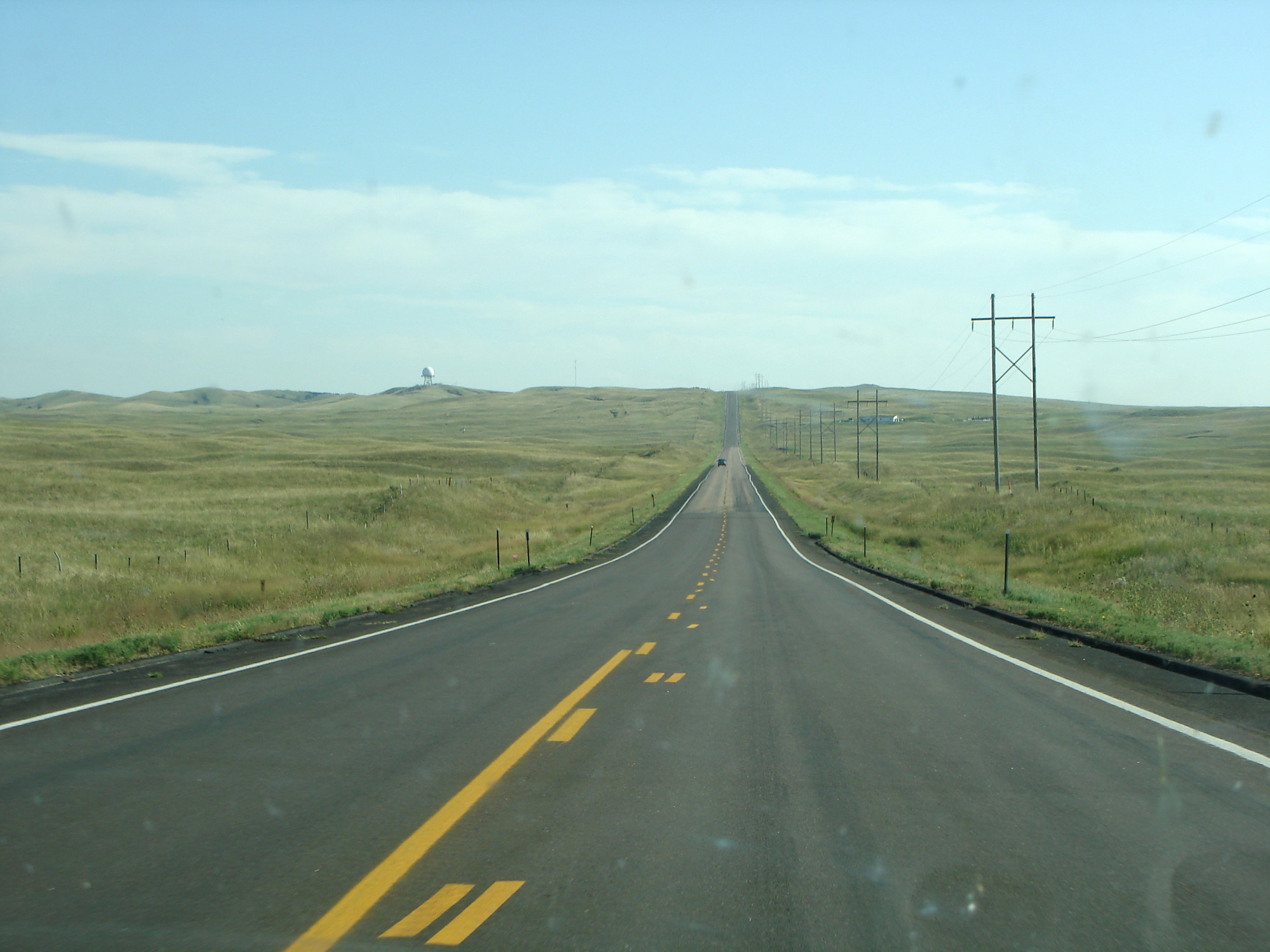
Landschaft des trockeneren, höher gelegenen, weniger bevölkerten Teils des Mittleren Westens (Nebraska)

Das Gebiet des Mittleren Westens ist größtenteils durch die Gletschervorstöße verschiedener Eiszeitalter geprägt (Laurentidischer Eisschild). Vor allem in Michigan, Wisconsin und Minnesota entstanden dadurch viele Seen, und das Terrain ist sowohl in Illinois und dem nördlichen Indiana, als auch in Ohio, überwiegend eben. Zum Süden und Westen hin, wo die Gletscherzeiten länger zurückliegen, wird die Landschaft durch Erosion leicht hügeliger, bis in die Täler der Ohio und Mississippi Rivers sowie die Shawnee Hills, die Ozark Mountains und die Badlands von South Dakota. Aufgrund der Gletscherperioden sind die Böden in dieser Region sehr fruchtbar. Sofern das Klima ausreichende Wachstumszeit zulässt, wird in dieser Region sehr intensiv Landwirtschaft (Getreide, Mais, Viehwirtschaft) betrieben. Der Mittlere Westen gilt daher als „Brotkorb der Nation“. Der nördliche Bereich von Minnesota, Wisconsin und Michigan ist aufgrund der langen Winter eher von Waldwirtschaft geprägt.
Die großen Städte der Region sind industriell geprägt. Hier gilt es vor allem die noch zum Rust Belt, dem traditionellen Schwerpunkt der amerikanischen Schwerindustrie, gehörende Region um die „Autostadt“ Detroit sowie Zulieferindustrie (Stahl, Reifen) rund um Cleveland zu nennen. Diese Städte waren stark vom industriellen Strukturwandel betroffen und haben daher mit Arbeitslosigkeit und sozialen Problemen zu kämpfen. Die Metropolregion Chicago verfügt über eine breitere wirtschaftliche Basis – neben der Stahlindustrie im südlichen Teil der Stadt (um Lake Calumet) und entlang des Calumet River (z. B. Gary), haben viele große Unternehmen ihren Hauptsitz in der Stadt, und mit dem Chicago Board of Trade existiert hier ein wichtiger Umsatzplatz der Finanzwirtschaft und einer der größte Umschlagplätze für Agrarprodukte und Lebensmittel weltweit. Chicago ist zudem ein wichtiger Knotenpunkt für den Straßen-, Eisenbahn- und Luftverkehr. Auch kleinere Städte, wie Decatur oder Battle Creek, tragen zum industriellen Charakter der Region bei.

### Größte Städte (Stand: 2020)

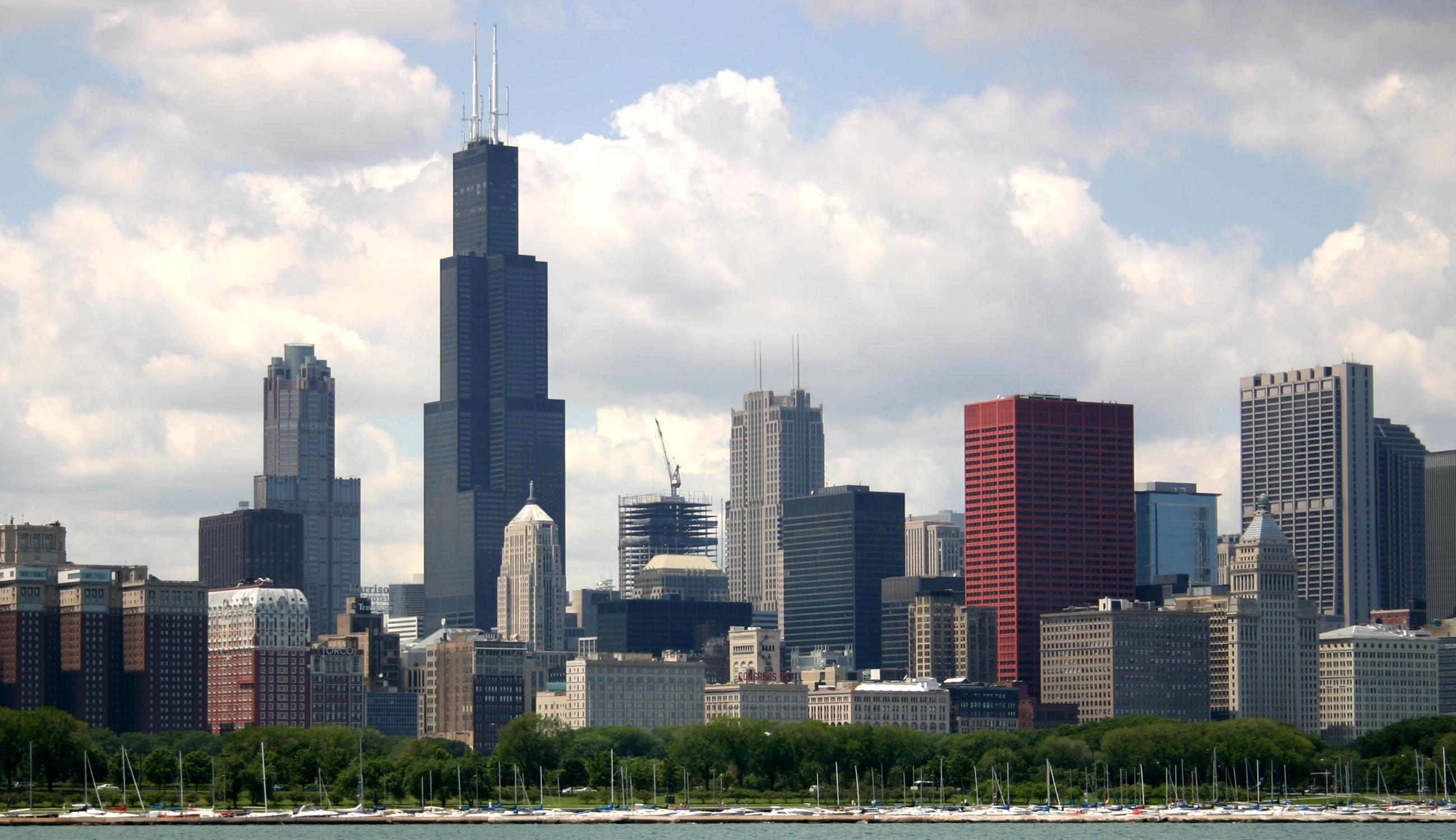
Chicago ist die größte Stadt im Mittleren Westen

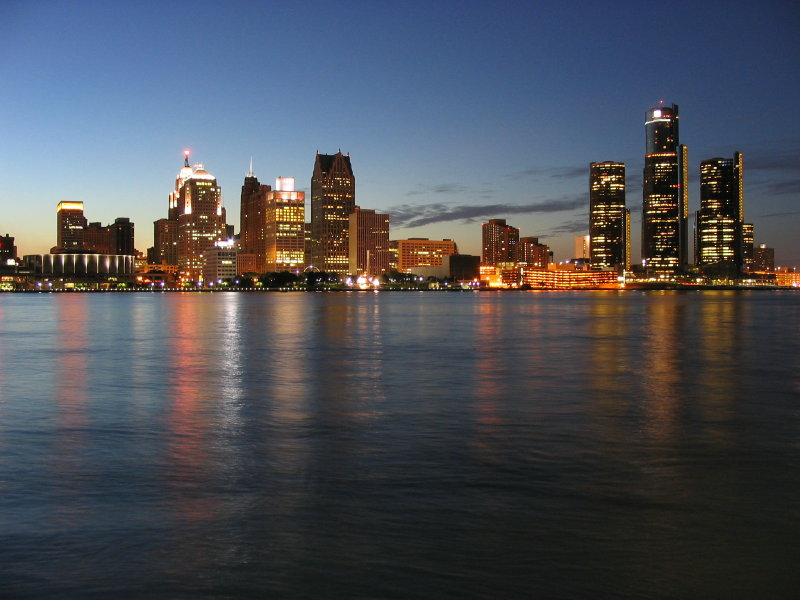
Skyline von Detroit, dem zweitgrößten Ballungsraum der Region

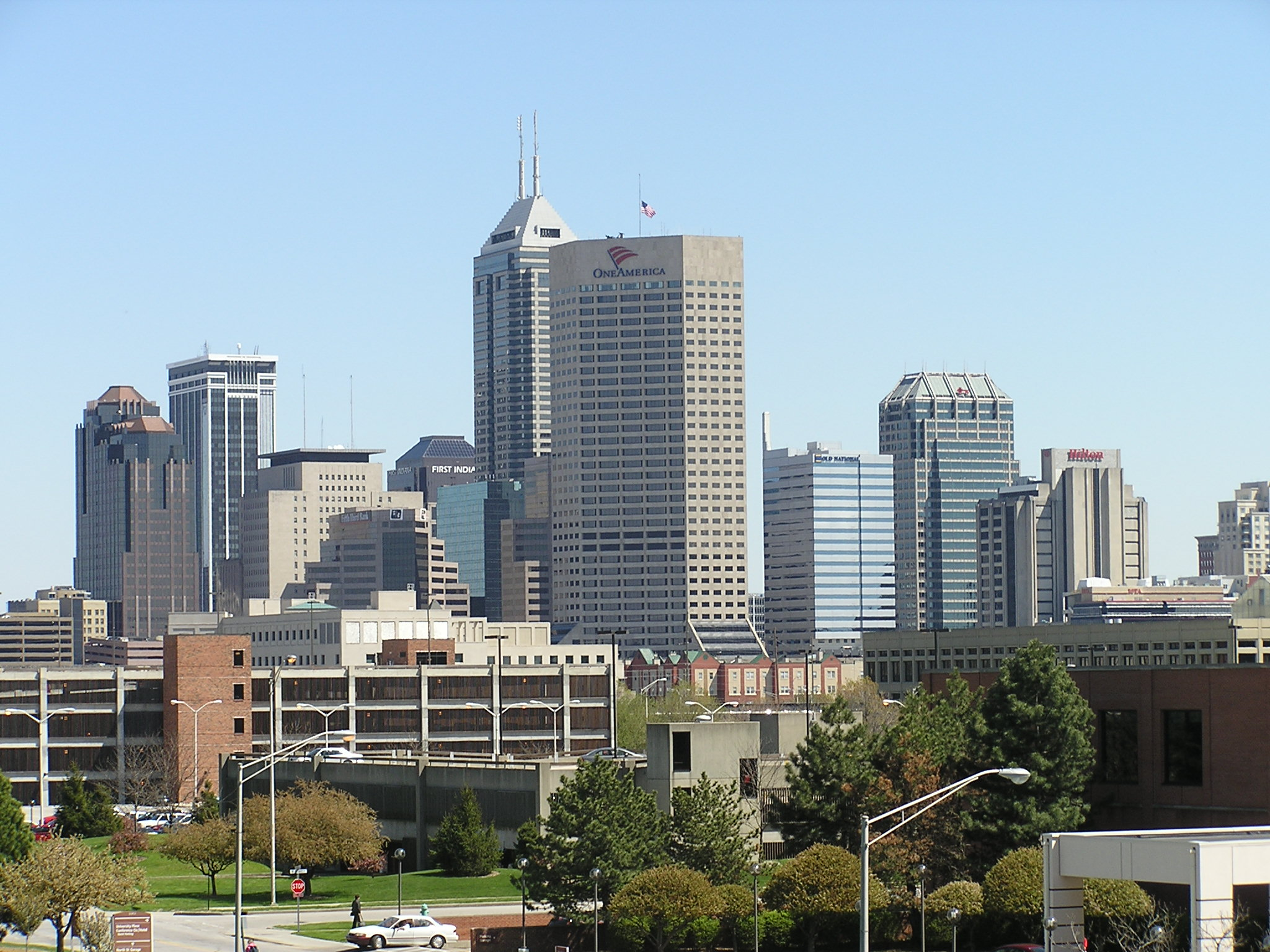
Indianapolis

1. Chicago, Illinois, 2.746.388
2. Columbus, Ohio, 905.748
3. Indianapolis, Indiana, 887.642
4. Detroit, Michigan, 639.111
5. Milwaukee, Wisconsin, 577.222
6. Kansas City, Missouri, 508.090
7. Omaha, Nebraska, 486.051
8. Minneapolis, Minnesota, 430.000
9. Cleveland, Ohio, 372.624
10. Wichita, Kansas, 397.532
11. Saint Paul, Minnesota, 311.527
12. Cincinnati, Ohio, 309.317
13. St. Louis, Missouri, 301.578
14. Lincoln, Nebraska, 291.000
15. Toledo, Ohio, 270.871

## Bevölkerung
Im 19. Jahrhundert wies der Mittlere Westen eine sehr hohe Dichte deutschsprachiger Einwohner auf, in vielen Regionen stellten sie die Mehrheit. Vor allem die Städte St. Louis, Milwaukee und Omaha waren Zentren der deutschen Kultur, was sich bis heute etwa an der großen Zahl der Brauereien dort ablesen lässt. Auch heute noch finden sich dort die meisten Deutschamerikaner, jedoch im Sinne der Abstammung, nicht der Sprache. Rund ein Fünftel der Gesamtbevölkerung der Vereinigten Staaten gab bei der Volkszählung im Jahre 2000 an, Deutschamerikaner zu sein, die meisten davon im Mittleren Westen. Auch Einwanderer aus Skandinavien und ihre Nachkommen leben im Mittleren Westen, vor allem in der Region um die Großen Seen.
Zwischen 1910 und 1930 wanderten im Zuge der Great Migration viele Afroamerikaner aus den Südstaaten in die industriellen Großstädte des Mittleren Westens ein; auf dem Land gibt es jedoch, anders als in den Südstaaten, kaum afroamerikanische Bewohner.
Chicago war und ist ein häufiges Ziel für Einwanderer. So wohnen auch heute viele Polen in Chicago. Eingebürgerte Einwanderer aus Lateinamerika stellen die Mehrheit des 4. Kongressbezirks im Südwesten der Stadt, im Bezirk Albany Park werden zwei koreanischsprachige Zeitungen herausgegeben, und es gibt einen koreanischsprachigen Fernsehsender.

## Sozialer und politischer Charakter
Dem Mittleren Westen wird im Volksmund eine besondere Bodenständigkeit nachgesagt (beispielhaft hierfür die Frage „Will it play in Peoria?“). Es wäre jedoch falsch, sich hier einen einheitlichen Konservatismus vorzustellen. So gehören zum Mittleren Westen auch gewerkschaftliche Hochburgen wie die Industriestädte Detroit und Cleveland und liberale Universitätsstädte wie Ann Arbor, Urbana, Bloomington und Madison.
Aufgrund dieser Vielfalt waren die Staaten des Mittleren Westens seit dem frühen 19. Jahrhundert auch Ursprungsort sehr unterschiedlicher politischer Bewegungen, die in den gesamten Vereinigten Staaten Einfluss gewannen.
- Zu den ersten zählten die Abolitionisten, die Gegner der Sklaverei. Diesem Milieu entstammte etwa Abraham Lincoln.
- Um 1900 blühte vor allem im agrarisch geprägten Teil der Region westlich von Chicago die populistische Bewegung um William Jennings Bryan.
- Wisconsin war ein Hort der progressiven Reformbewegung des frühen 20. Jahrhunderts, die vor allem von Robert M. La Follette, Sr., getragen wurde. Zur gleichen Zeit gehörte der aus Indiana stammende Eugene V. Debs zu den prägenden Figuren der sozialistischen Arbeiterbewegung.
- In der Zwischenkriegszeit war der Mittlere Westen eine Hochburg der Bewegung des Isolationismus. Einflussreich waren hier die zahlreichen deutsch- und schwedischstämmigen Amerikaner.
- Viele progressive Reformen nahmen ihren Ausgang im Mittleren Westen. So schaffte Michigan die Todesstrafe bereits im 19. Jahrhundert ab. Illinois schaffte als erster US-Bundesstaat die Sodomiegesetzgebung ab.
- In jüngster Zeit kamen Politiker wie Richard Gephardt, John Conyers, Dennis Kucinich, Hillary Clinton und Barack Obama aus dem Mittleren Westen.
- Insgesamt ist die politische Prägung bis heute sehr vielfältig.

Traditionell wird vor allem Missouri und in jüngerer Zeit Ohio die Rolle eines wahlentscheidenden Swing State zugewiesen, denn deren Bevölkerungsstruktur repräsentiert recht gut die der gesamten Vereinigten Staaten und gibt daher politische Trends gut wieder. Bei der Präsidentschaftswahl 2004 stimmten acht von zwölf Staaten des Mittleren Westens mehrheitlich für den republikanischen Amtsinhaber George W. Bush, 2008 sieben und 2012 sechs von zwölf für den Demokraten Barack Obama. 2016 gewann der Republikaner Donald Trump überraschend in allen Staaten des Mittleren Westens, mit Ausnahme von Illinois und Minnesota, was als entscheidend für seinen Wahlerfolg gewertet wurde. 2020 gewann Joe Biden wiederum vier von zwölf Staaten (Illinois, Michigan, Minnesota und Wisconsin). Obwohl er dort besser abschnitt als Hillary Clinton 2016, sehen Wahlforscher eine Fortsetzung des längerfristigen Rechtsrucks vor allem in der weißen, kleinstädtischen Bevölkerung des Mittleren Westens. Bei der Präsidentschaftswahl 2024 erzielte Donald Trump wie schon 2016 in zehn der zwölf Staaten des Mittleren Westens die Mehrheit, nur in Illinois und Minnesota erhielt Kamala Harris die Mehrheit der Wählerstimmen.